# Xingtai
Xingtai (chinesisch 邢臺市 / 邢台市, Pinyin Xíngtái shì) ist eine bezirksfreie Stadt in der chinesischen Provinz Hebei. Bei der Volkszählung 2020 hatte sie eine ständige Bevölkerung von 7.111.106 Einwohnern und eine Fläche von 12.400 Quadratkilometern.

## Geographische Lage

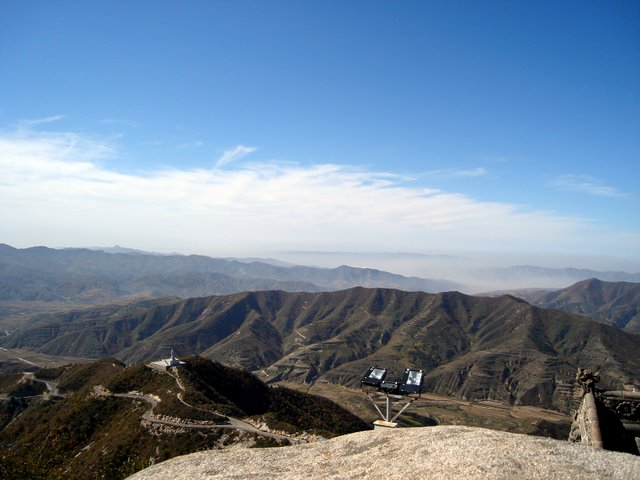
Der Nördliche Wudangshan, ein Berg im Osten von Xingtai

Die Stadt Xingtai hat eine Ost-West-Ausdehnung von etwa 185 Kilometern und eine maximale Nord-Süd-Ausdehnung von etwa 80 Kilometern. Sie liegt im Süden von Hebei und grenzt im Osten an die Provinz Shandong und im Westen an die Provinz Shanxi. Xingtai liegt am Schnittpunkt der östlichen Ausläufer des südlichen Teils des Taihang-Gebirges und der Nordchinesischen Tiefebene. Im Osten markiert der Wei-Kanal (永济渠), ein Teil des Kaiserkanals, die Grenze. Die Höhe über den Meeresspiegel variiert stark. Im Westen gibt es Berge und im Osten dominieren Hügel und Ebenen. Das Berggebiet im Westen liegt im Bereich der fünf Kreise/Städte Xiangdu, Xindu, Shahe, Neiqiu und Lincheng und macht etwa 14 Prozent der Gesamtfläche der Stadt aus. Die meisten Berge verlaufen nordnordöstlich und erreichen eine Höhe von mehr als 500 Metern. Es gibt mehrere Gipfel über 1000 Meter Höhe. Der höchste ist mit etwa 1822 Metern der Bulaoqingshan (不老青山 – „Immergrüner Berg“) an der Grenze zur Nachbarprovinz Shanxi. Östlich der Berge schließt sich ein Hügelland mit einer Höhe zwischen 100 und 500 Metern über dem Meeresspiegel an, das etwa 15 Prozent der Gesamtfläche der Stadt ausmacht. Die ungefähre östliche Begrenzung dieses Hügellandes bildet die Trasse der Peking-Guangzhou-Eisenbahn. Weiter östlich liegen Ebenen, die etwa 71 Prozent der Stadtfläche umfassen.

## Geschichte
Nach einigen Legenden soll Fu Xi, der legendäre Urvater der Chinesen in Xingtai (und Xinle) gelebt haben.
Auf dem Gebiet der Stadt Xingtai befand sich der alte Staat Xing (邢).
Nach Gründung der Volksrepublik China erlebte Xingtai zahlreiche Verwaltungsreorganisationen. Am 1. Juli 1993 wurden der Bezirk Xingtai und die Stadt Xingtai zur bezirksfreien Stadt Xingtai zusammengelegt. Von Juli 1993 bis Ende 2018 war Xingtai in zwei Stadtbezirke (Qiaoxi und Qiaodong), zwei Städte auf Kreisebene (Shahe, Nangong) und 15 Kreise (Xingtai, Neiqiu, Lincheng, Longyao, Ren, Baixiang, Nanhe, Ningjin, Julu, Pingxiang, Xinhe, Guangzong, Wei, Linxi, Qinghe) unterteilt. Im Juli 2020 erfolgten einige Verwaltungsreformen. Die Bezirke Qiaodong und Qiaoxi wurden in Xiangdu bzw. Xindu umbenannt. Der Kreis Xingtai wurde aufgelöst und auf die Kreise Xiangdu und Xindu aufgeteilt. Die Kreise Ren und Nanhe wurden zu Stadtbezirken umorganisiert. Ren wurde dabei in Renze umbenannt.

## Administrative Gliederung
Auf Kreisebene setzt sich Xingtai aus 18 Verwaltungseinheiten zusammen. Dies sind 4 Stadtbezirke, 12 Kreise und 2 kreisfreie Städte. Der Sitz der Stadtverwaltung befindet sich im Bezirk Xiangdu.

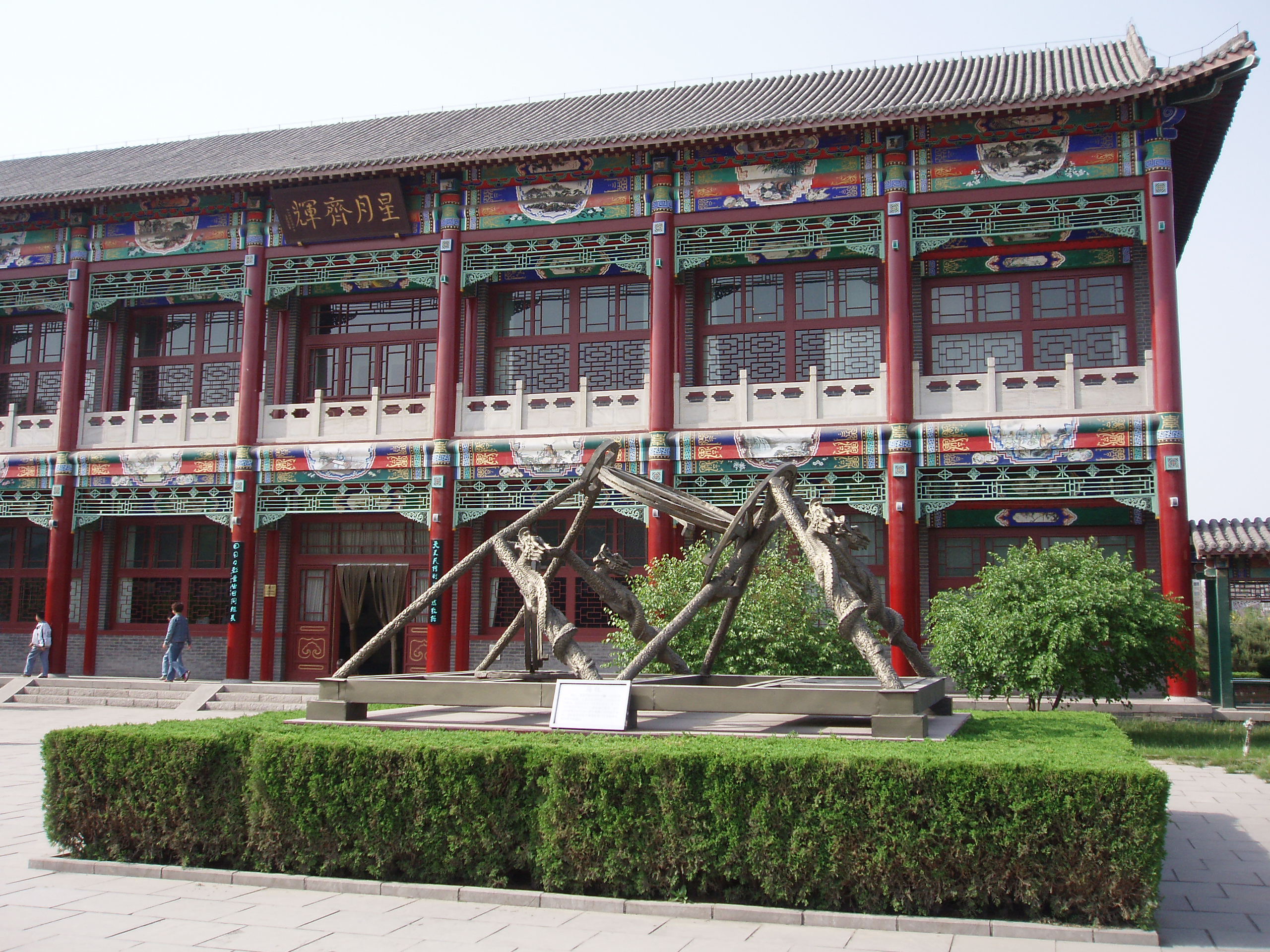
Gou-Shoujing-Museum in Xingtai

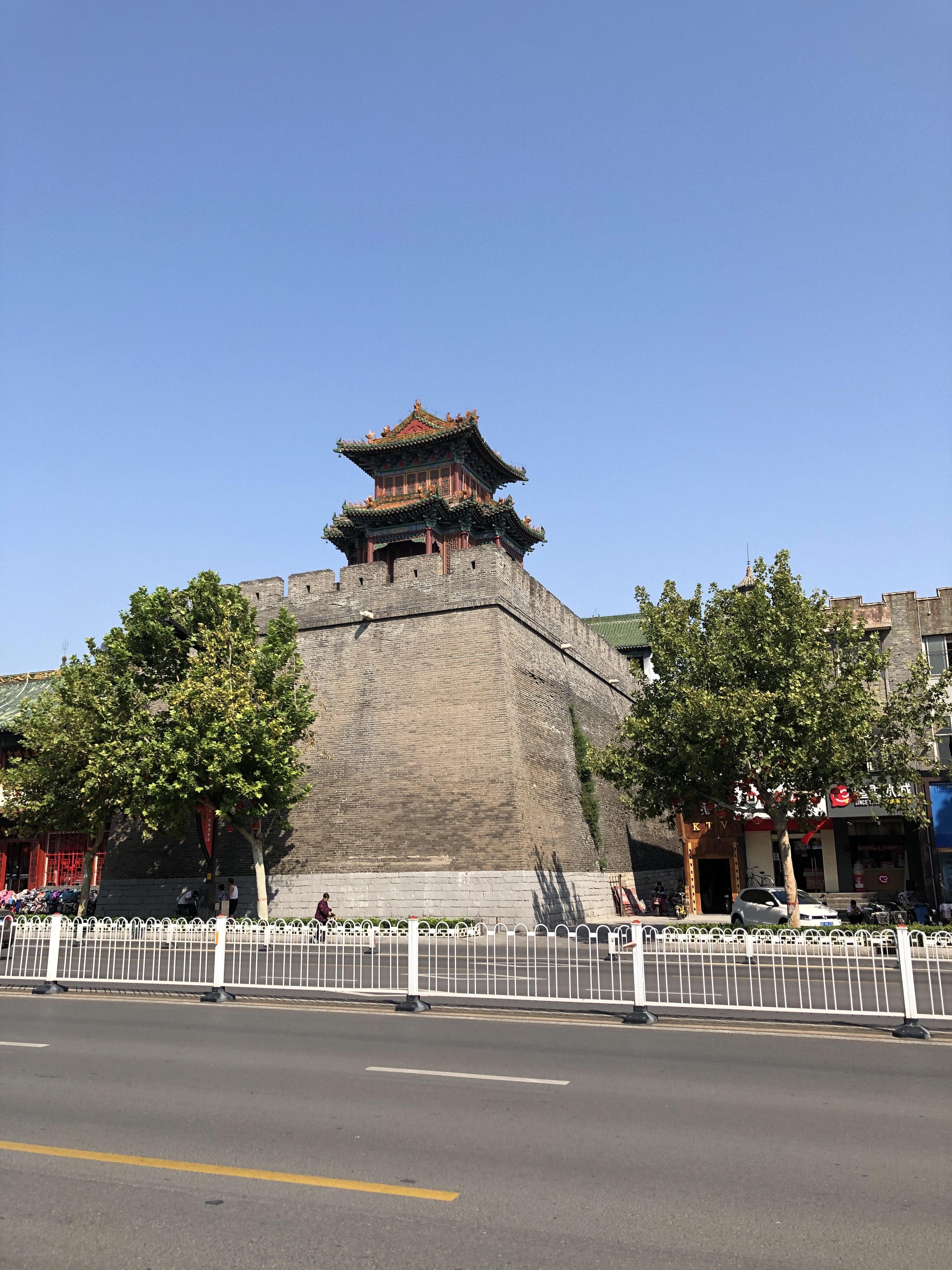
Überrest der alten Stadtmauer von Xingtai mit Huo-Shen-Tempel

- Stadtbezirk Xindu (信都区)
- Stadtbezirk Xiangdu (襄都区)
- Stadtbezirk Renze (任泽区)
- Stadtbezirk Nanhe (南和区)
- Kreis Neiqiu (内丘县)
- Kreis Lincheng (临城县)
- Kreis Longyao (隆尧县)
- Kreis Baixiang (柏乡县)
- Kreis Ningjin (宁晋县)
- Kreis Julu (巨鹿县)
- Kreis Pingxiang (平乡县)
- Kreis Xinhe (新河县)
- Kreis Guangzong (广宗县)
- Kreis Wei (威县)
- Kreis Linxi (临西县)
- Kreis Qinghe (清河县)
- Stadt Nangong (南宫市)
- Stadt Shahe (沙河市)

## Wirtschaft
Xintai verfügt über einige Bodenschätze, insbesondere Kohle. Die Kohlebergwerke sind hauptsächlich in der Stadt Shahe und in den Bezirken Xindu, Xiangdu, sowie Kreisen Neiqiu und Lincheng lokalisiert. Im Jahr 2018 gab es 180 Bergwerke, darunter 12 größere.